# 콜린 베이커
콜린 베이커(Colin Baker, 1943년 6월 8일 ~ )는 잉글랜드의 배우이다.

## 영화
- 볼리 목사관

## TV 출연
- 종매 베트
- 닥터 후
- 더 빌
- 홀리오크 (드라마)
- 허슬 (드라마)
- 에머데일